# 신리초등학교 (충남)
신리초등학교는 대한민국 충청남도 아산시 모종동에 있는 공립 초등학교이다.

## 학교 연혁
- 1946년 11월 22일 탕정국민학교 신리분교장 설립
- 1949년 9월 30일 신리국민학교 승격
- 1985년 9월 16일 병설유치원 개원
- 1996년 3월 1일 신리초등학교로 개칭
- 2017년 9월 1일 현 위치(모종동) 이전 개교
- 2022년 12월 30일 제72회 졸업식

## 학교 상징
- 교화 - 개나리 : 개나리의 꽃말은 '희망'입니다. 개나리처럼 늘 밝은 희망을 갖고 적극적이며 긍정적인 생활을 하자는 의미입니다.
- 교목 - 향나무 : 향나무는 늘 푸른 모습을 하고 있습니다. 줄기는 깊은 향기를 간직하고 있습니다. 언제나 향나무처럼 변함없고 주변을 즐겁게 하자는 의미입니다.

## 참고 자료
- 신리초등학교 - 한국교육학술정보원 학교알리미